# کلیویل، نیو ساوت ولز
کلیویل (به انگلیسی: Kellyville) یک حومه شهر در استرالیا است که در نیو ساوت ولز واقع شده‌است.